# Estadio Internacional de Rotorua
El Estadio internacional de Rotorua (en inglés: Rotorua International Stadium) es un estadio multipropósito ubicado en la calle Devon en el oeste de Westbrook en las afueras de Rotorua, en Nueva Zelanda. Actualmente se utiliza principalmente para el rugby siendo sede en ocasiones de los Chiefs del Super Rugby y rugby league; siendo uno de los dos estadios sede para la «Bay of Plenty Rugby Union» (el otro es el estadio Baypark en Tauranga). Además, un campo de sóftbol está situado en el extremo norte.
El estadio tiene una capacidad de 34.000 personas para partidos de rugby y de 30.000 personas para recitales. El espacio fue construido en 1911 y renovado varias veces desde entonces.

## Copas Mundiales de Rugby
Durante la Copa Mundial de Rugby de 1987 el estadio fue sede del partido por el tercer y cuarto puesto entre los Wallabies y los dragones rojos.
En la Copa Mundial de Rugby de 2011 albergó tres partidos de fase de grupos.